# America (Simon & Garfunkel)
America è una canzone scritta da Paul Simon e resa celebre negli anni sessanta dal duo folk Simon & Garfunkel. Il brano comparve nel loro album Bookends, pubblicato il 3 aprile 1968. Nel 1972 venne pubblicato anche come singolo (lato B For Emily, Whenever I May Find Her).
Nel 1972, in occasione della pubblicazione di Simon and Garfunkel's Greatest Hits, il brano fu lanciato come singolo.
La canzone descrive il viaggio, al contempo fisico e metaforico, di una coppia alla ricerca del vero significato dell'America. La loro iniziale fiducia si trasforma gradualmente in un senso di frustrazione e tristezza, che alla fine diventa consapevolezza del fatto che, come l'El Dorado, l'America è un'illusione che tutti gli americani cercano invano.
Sono state realizzate diverse versioni cover di America.  Una rilettura in chiave progressive rock fu proposta dagli Yes nel 1971, ed è apparsa talvolta nelle esibizioni dal vivo del gruppo (un'esecuzione è contenuta nell'album Keys to Ascension del 1996).
Nel 1973 Bruno Lauzi tradusse la canzone in italiano e la incise nel suo album Simon, che racchiudeva tutte cover di Paul Simon.
Nell'ottobre del 2001 David Bowie, accompagnandosi con un Omnichord, eseguì America come apertura del Concert for New York City a favore delle vittime degli attacchi terroristici dell'11 settembre.
Nel dicembre del 2004 Josh Groban, accompagnandosi con un pianoforte, eseguì una cover di America durante l'evento Live at the Greek.